# Deep Junior
Deep Junior – program szachowy (tzw. silnik) działający na komputerach wieloprocesorowych. W sprzedaży dostępne są także wersje przeznaczone dla komputerów osobistych (pod nazwą Junior). Cechuje go ofensywny styl gry. Produkt firmy ChessBase.
W 2002 i 2004 r. program dwukrotnie zwyciężył w mistrzostwach świata komputerów.